# Catalina i Sebastian
Catalina i Sebastian (hiszp. Catalina y Sebastian) – meksykańska telenowela produkcji TV Azteca z 1999 roku. Główne role zagrali Silvia Navarro i Sergio Basañez. Reżyserem jest Antulio Jimenez Pons. Tytułową piosenkę No Pedir Perdon śpiewa Ana Gabriel. 

## Fabuła
Akcja serialu rozgrywa się w Meksyku i na prowincji, gdzie mieszka przystojny Sebastian Mendoza, syn bogatego właściciela ziemskiego don Lupe Mendozy. Matka Cataliny Adela jest pazerna i chciwa, liczą się dla niej tylko pieniądze, podobnie jak starszy brat Cataliny - Ricardo. Catalina ma dobrą przyjaciółkę Alicię, która podobnie jak Catalina zdaje sobie sprawę, że najważniejsza jest miłość i uczucia, rozumie ją młodsza siostra Luiza i ojciec Gustavo, choć z początku nie ma odwagi sprzeciwić się żonie. Adela knuje intrygę, aby wydać za mąż Catalinę za don Lupe, który jest partnerem handlowym jej biednego męża Gustava. Chce także spłacić olbrzymie długi do jakich doprowadziła. Gdy rodzina Cataliny dowiaduje się o młodym Sebastianie, chce, aby Catalina za niego wyszła. Aranżują spotkanie Cataliny i Sebastiana, który zakochuje się  w niej od pierwszego wejrzenia. Adela udaje chorą i umierającą, aby zmusić Catalinę do ślubu z Sebastianem. Catalina decyduje się na ślub wbrew własnej woli. Na hacjendzie Mendozów mieszka Carmelo, parobek oraz sierota, którą zaopiekował się Don Lupe. Carmelo zazdrości Sebastianowi miłości Don Lupe, majątku oraz Cataliny.

## Wersja polska
W Polsce telenowela była emitowana przez RTL 7.
- Wersja polska: RTL 7
- Opracowanie i udźwiękowienie: PLEJADA
- Tekst: Barbara Siwicka
- Czytał: Tomasz Knapik

## Obsada
- Silvia Navarro jako Catalina
- Sergio Basañez jako Sebastian
- Sergio Kleiner- Gustavo Negrete
- Claudia Islas - Adela (czarny charakter)
- Regina Torné - Antonieta (czarny charakter)
- Alberto Mayagoitia - Carmelo (czarny charakter)
- Antonio De Carlo - ojciec Jerónimo
- Jorge Luis Pila -  Antonio
- María Rebeca - Emilia (czarny charakter)
- Christian Cataldi - Eduardo
- Pilar Souza - Josefa
- Fidel Garriga - Don Lupe Mendoza
- Lili Blanco - Alicia
- Kenia Gazcon - Silvia
- Lissette Salazar - Jéssica (czarny charakter)
- Eduardo Schillinsky - Ricardo (czarny charakter)
- Hugo Ateo - Macario (czarny charakter)
- Géraldine Bazá- Luisa Negrete
- Araceli Chavira - Petra
- Ninel Conde - Paty
- Patricia Conde
- Alejandra Lazcano - Martina Mendoza
- Alma Martínez
- Ranferi Negrete
- Ramiro Orci
- César Riveros

## Nagrody
- 1999: Nagroda Arlekina (Premio Arlequín) dla Ranferiego Negrete za jego rolę w telenoweli "Catalina y Sebastian"[1].

## Remake
- 2007: Amor comprado
- 2008: Contrato de amor